# Alois Obermeier
Alois Obermeier (ur. 10 kwietnia 1901 w Landshut, zm. ?) – zbrodniarz nazistowski, dowódca batalionu wartowniczego SS w obozie koncentracyjnym Gusen i SS-Sturmbannführer.
Członek NSDAP (nr legitymacji partyjnej 64542) i SS (nr identyfikacyjny 1885). Służbę obozową rozpoczął w Dachau. Członek Waffen-SS od 1939. Od lutego 1940 do początku 1945 pełnił służbę w obozie Gusen I. Początkowo był dowódcą kompanii wartowniczej, następnie awansował na dowódcę batalionu wartowniczego w tym obozie. Jako jeden z najwyższych stopniem członków załogi obozu, Obermeier wyznaczał do plutonów egzekucyjnych podległych mu żołnierzy SS. Brał również udział w przynajmniej jednej masowej egzekucji na terenie Gusen.
W powojennym procesie załogi Mauthausen-Gusen (US vs. Georg Bach i inni) przed amerykańskim Trybunałem Wojskowym w Dachau skazany został na 10 lat pozbawienia wolności.